# Ahome kommun
Ahome är en kommun i Mexiko.   Den ligger i delstaten Sinaloa, i den västra delen av landet, 1 200 km nordväst om huvudstaden Mexico City. Arean är 4 343 kvadratkilometer.
Terrängen i Ahome är platt åt sydväst, men åt nordost är den kuperad.
Följande samhällen finns i Ahome:
- Ahome
- Los Mochis
- Higuera de Zaragoza
- Topolobampo
- San Miguel Zapotitlan
- Bagojo Colectivo
- Alfonso G. Calderón
- Nuevo San Miguel
- Cerrillos
- Poblado Número Cinco
- Heriberto Valdez Romero
- Ricardo Flores Magón
- Campo la Arrocera
- San Isidro
- Goros Número Dos
- Gabriel Leyva Solano
- Flor Azul
- Bachomobampo Número Dos
- Plan de Ayala
- CERESO Nuevo
- Vallejo
- Macapule
- El Refugio
- Ejido Dieciocho de Marzo
- Bolsa de Tosalibampo Dos
- Plan de San Luis
- Goros Pueblo
- El Bule
- Rosendo G. Castro
- Los Suárez
- El Uno
- Pueblo Nuevo Luis Echeverría
- Bacaporobampo
- Macapul
- Cuchilla de Cachoana
- Emigdio Ruiz
- Bajada de San Miguel
- El Alhuate
- Niños Héroes de Chapultepec
- Cachoana
- Campo Gastélum
- El Tule
- Las Calaveras
- Venustiano Carranza y Reforma
- El Añil
- Bagojo del Río
- Campo Nuevo
- Camayeca
- El Hecho
- La Fortuna
- La Fortuna (La Primavera)
- Goritos Rodríguez
- El Molino
- El Ranchito
- Cobaime
- El Chalate
- 89 B. de I.
- Ohuime
- Cerro Cabezón
- La Quinta
- Matacahui
- Campo Victoria